# 野球狂の詩 平成編
『野球狂の詩 平成編』（やきゅうきょうのうた へいせいへん）は、水島新司作の漫画。1997年から2000年まで講談社「ミスターマガジン」に連載された。「ミスターマガジン」の休刊により連載終了。単行本は全3巻。
1972年-1976年に「週刊少年マガジン」・「月刊少年マガジン」に掲載されていた『野球狂の詩』の続編に当たる。

## ストーリー
- 東京メッツが日本一になって数十年経った1997年から1999年にかけて物語が描かれる。
- 新たなキャラクターが少しだけ登場している。
- セントラル・リーグは10球団で構成されている[1]。既存球団以外に、東京メッツ、大阪ガメッツ、および「高知」の球団が描写されている[2]。なお、続編にあたる『新・野球狂の詩』ではセントラル・リーグは8球団となっている[3]。

## 主な登場人物

### 東京メッツ
岩田鉄五郎
メッツ監督。現在でも、ピッチャーとして登板することもある。
五利
メッツ所属の元監督。役職名は描かれないが、岩田との名コンビは継続されており、助監督的な役割を果たしている。
水原勇気
メッツコーチ。岩田同様、ピッチャーでも登板することもある。ドリームボールは健在。
国立珠美
かつての名スラッガー国立玉一郎の娘。水原勇気に続く女性投手で、メッツのストッパー。指の間を切る手術を行い、ドリームボールを投げられるようになる。
青田心太郎
期待の新人投手。当初はガメッツの監督・火浦のファンだった。岩田鉄五郎を嫌っていたが、水原の説得もありメッツへ入団。

### 大阪ガメッツ
火浦健
元メッツのエース。現在は大阪ガメッツの監督。
岩田武司
岩田鉄五郎の孫。ガメッツの投手兼外野手のスラッガー。